# Strongyloides stercoralis
Strongyloides stercoralis és una espècie de nematode pertanyent a la família Strongylidae que produeix una parasitosi en humans, anomenada estrongiloïdosi. La infecció causada per Strongyloides stercoralis acostuma a ser asimptomàtica o manifestar-se amb símptomes predominantment digestius, sovint poc específics, però en casos d'hiperinfestació produeix una estrongiloïdosi disseminada amb sobreinfeccions bacterianes sistèmiques que té sovint un curs funest, especialment en individus que sofreixen algun tipus d'immunodeficiència primària o secundària.
Strongyloides stercoralis és un helmint bastant comú en àrees càlides i humides, endèmic a molts països tropicals i subtropicals. A Espanya, durant el període 1961-31/5/2018 es registraren 1083 casos d'infecció per aquest paràsit considerats endèmics, principalment a la comarca de La Safor i molts relacionats amb el cultiu d'arròs. En rares ocasions, es pot trobar en regions tan septentrionals com Canadà. Al nord d'Itàlia és un paràsit reemergent, en especial a localitats d'àrees endèmiques de la Vall del Po.
S. stercoralis és un organisme paràsit facultatiu. Per tant, viu de forma lliure habitualment però pot parasitar a un altre organisme susceptible si les condicions són les adequades. Els mascles tenen uns 0,9 mm de longitud, mentre que les femelles poden arribar als 2,0-2,5 mm. Ambdós sexes presenten una petita càpsula bucal i un esòfag cilíndric sense bulb posterior. Quan viuen lliurement, l'esòfag és rabditiforme (semblant a un bastonet). Dues estructures diferencien els mascles de les femelles: les espícules copulatives i el gubernaculum.

## Cicle biològics
El cicle de vida de S. stercoralis és singular i complex. Els exemplars adults viuen a la mucosa i la submucosa del duodè i del jejú. Els seus ous s'incuben a l'interior d'una estructura vacuolar situada entre els enteròcits de les criptes de Lieberkuhn de l'intestí i donen lloc a les larves joves, la major part de les quals es excretada amb la femta. Entre l'entrada del cuc adult a l'organisme i l'excreció de les noves larves transcorre aproximadament un mes. Després d'uns pocs dies al sòl es converteixen en larves filariformes infeccioses, les quals, igual que les dels ancilòstoms, poden penetrar la pell humana. Una vegada creuada la barrera cutània, les larves arriben als pulmons a través de la circulació sanguínia, travessen els capil·lars pulmonars, pugen per les vies respiratòries, són deglutides i terminen al budell prim, on maduren en unes dues setmanes. Les larves del sòl que no entren en contacte amb humans poden transformar-se en helmints adults capaços de viure en llibertat i de reproduir-se durant diverses generacions abans que les seves larves trobin de nou un hoste humà. Algunes larves de primer estadi es transformen dins de l'intestí en larves infeccioses que reingressen immediatament a la paret intestinal, curtcircuitant així el seu cicle vital (un fenomen que s'anomena autoinfecció interna i que només es veu en un altre nematode, Capillaria philippinensis). De vegades, les larves filariformes presents a la femta tornen a entrar al cos a través de la pell bruta pels excrements dels glutis o de les cuixes (autoinfecció externa). El mecanisme d'autoinfecció explica el motiu de la persistència de S. stercoralis en l'hoste durant dècades si no es tracta adequadament la parasitosi que provoca.
Encara que la via més comú d'entrada a l'organisme de Strongyloides spp. és el sòl contaminat, existeixen moltes altres fonts ambientals que poden ser potencials rutes de transmissió. S'ha registrat reiteradament la presència de larves infeccioses amb capacitat de provocar estrongiloïdosi a aigües poc salubres, gossos, primats no humans, insectes, fruites i hortalisses. En els gossos ha estat comprovada l'existència de dues poblacions de S. stercoralis genèticament diferents. Una d'elles, la majoritària, sembla específica d'aquests animals, mentre que l'altra és indistingible de la població aïllada en els éssers humans. Aquest fet indica que els gossos són reservoris aptes per una possible transmissió zoonòtica del paràsit i que, en conseqüència, es convenient que siguin controlats de forma adequada pel veterinari a fi d'evitar-la. Estudis filogenètics i epidemiològics suggereixen que, amb gran probabilitat, la població que infecta les persones tingué el seu origen en un paràsit caní primitiu, capaç d'evolucionar i adaptar-se biològicament a l'espècie humana.
La transmissió entre humans se considera un fet altament improbable. Tot i així, han estat descrites infeccions per S. stercoralis en receptors de al·lotrasplantaments, en alguns casos relacionables amb els donants, predominantment d'òrgans sòlids.
La identificació microscòpica de S. stercoralis, directa o emprant la tinció de lugol, en femta té una sensibilitat molt baixa (~30%). Per millorar el diagnòstic convé examinar més d'una mostra, ja que l'eliminació de larves es escassa i poc constant. Es pot fer l'examen microscòpic després de cultivar les mostres (mètodes de Harada-Mori o de Baermann), encara que el procediment és laboriós i millora poc la sensibilitat, o emprar mètodes histopatològics convencionals quan es disposa de teixit provinent de l'òrgan infectat. La detecció d'anticossos per ELISA no sempre és fiable a causa de l'existència de reaccions creuades amb altres helmints, encara que diversos perfeccionaments de la tècnica han augmentat la seva especificitat. Per tot això, es recomanable efectuar la PCR per identificar l'ADN del paràsit en femta o biòpsies de budell prim quan és necessari arribar a un diagnòstic de certesa. Amb l'objectiu de facilitar les proves de cribratge per detectar aquest nematode d'una forma senzilla i no invasiva en poblacions de zones endèmiques sense gaires recursos sanitaris s'ha desenvolupat un mètode diagnòstic en orina que té una eficàcia similar a la dels procediments serològics.